# Passage Montbrun
Le passage Montbrun est une voie du 14e arrondissement de Paris, en France. Il débute au 2, rue Montbrun et 41, rue Rémy-Dumoncel et se termine en impasse au-delà de la rue Bezout.

## Origine du nom
Le nom du général d'Empire Louis Pierre Montbrun est attribué à ce passage en 1877 en raison de la proximité de la rue éponyme sur laquelle il débute.

## Historique

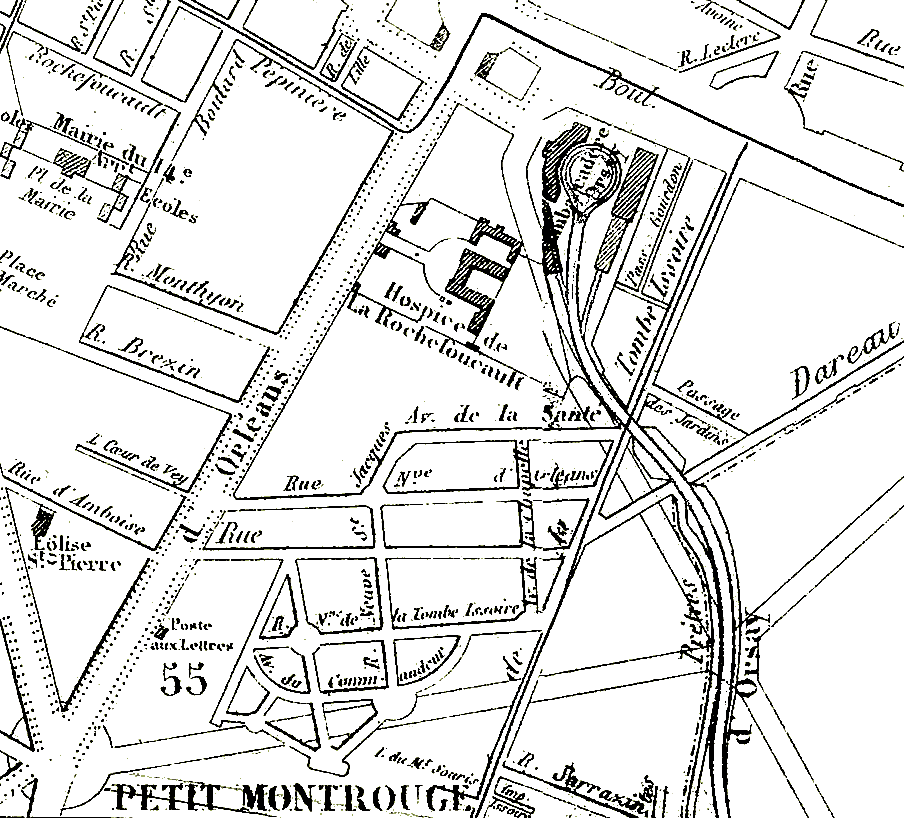
Carte du 14e arrondissement de Paris (extrait) d'Andriveau-Goujon, de 1868, sur laquelle la voie est tracée mais non nommée.

Cette ancienne voie du Petit-Montrouge sur le territoire de la commune de Montrouge était initialement dénommée « passage de Servitude ». C'est vers 1830 un chemin grevé d'une servitude en marge du lotissement connu sous le nom de Village d'Orléans. Elle est rattachée à la voirie de Paris par décret du 23 mai 1863. 
Elle prend sa dénomination actuelle par arrêté du 1er février 1877.
La partie en impasse est fermée à la circulation publique par arrêté du 2 décembre 1971.
- Au no 10 siège depuis 2012 le Cercle freudien fondé en 1981 par cinq psychanalystes — dont Jacques Hassoun (1936-1999) et Claude Rabant (né en 1940) — tous issus de l'École freudienne de Paris qui venait d'être dissoute par Jacques Lacan en 1980. Les cofondateurs n'avaient pas souhaité rejoindre la nouvelle association de l'École de la cause freudienne. Le cercle, jusqu'alors restreint, s'est ouvert à de nouveaux membres en 1987[2].